# Campobecerros
Campobecerros (llamada oficialmente Santiago de Campobecerros) es una parroquia y un lugar español del municipio de Castrelo del Valle, en la provincia de Orense, Galicia.

## Organización territorial
La parroquia está formada por dos entidades de población:
- Campobecerros
- Sanguñedo

## Demografía

### Parroquia
| Gráfica de evolución demográfica de Campobecerros (parroquia) entre 2000 y 2022 |
|                                                                                 |
| Datos según el nomenclátor publicado por el INE.                                |

### Lugar
| Gráfica de evolución demográfica de Campobecerros (lugar) entre 2000 y 2022 |
|                                                                             |
| Datos según el nomenclátor publicado por el INE.                            |